# متلازمة XXXY
متلازمة XXXY هي اضطراب وراثي يتميز باختلال في الكروموسومات الجنسية، حيث يكون للذكور زوجان إضافيان من الكروموسوم X بينما عادة ما يكون للذكور نوعان فقط من الكروموسومات الجنسية وهما X وY. يؤدي وجود كروموسوم Y مع جين SRY إلى تنشيط الجينات التي تحدد الذكورة. وبسبب هذا فإن متلازمة XXXY تصيب الذكورفقط بسبب وجود الكروموسومين الإضافيين X في الذكور المصابين فيرتفع عدد الكروموسومات إلي 48 بدلاً من 46 كروموسوم، لذلك غالباً ما يشار إلى متلازمة XXXY على أنها متلازمة 48.
هناك كثير من الأعراض المرتبطة بهذه المتلازمة تشمل المشاكل المعرفية والسلوكية والعقم. وعادة ما تُورَث هذه المتلازمة عن طريق حدوث طفرة جديدة في واحد من أمشاج أحد الآباء، حيث أن الأشخاص المصابين بها ليس لديهم القدرة على الإنجاب. تشير التقديرات إلى حدوث المتلازمة في طفل من كل 50000 مولود ذكر.

## الأسباب
قد يكون السبب وراء الإصابة بهذه المتلازمة هو عدم انفصال الحيوانات المنوية الأبوية أو عدم انفصال بويضة الأمهات. الاحتمال الأكبر لوجود عدم توازن الصبغيات هذا هو أن كل من الوالدين (الأم والأب) يساهم بشكل متساوٍ في ذلك، فالأم قد تعطي XX والأب يعطي XY.
في الحالة التي يكون فيها الحيوان المنوي هو السبب الجيني لمتلازمة XXXY، يجب أن يحتوي أحد الحيوانات المنوية على اثنين من كروموسومات X وكروموسوم Y واحد. هذا قد يحدث نتيجة فشل انقسام الكروموسومات بمرحلة الانقسام الاختزالي الأول والثاني علي التوالي وذلك أثناء عملية تكون الحيوانات المنوية. وبالتالي سيفشل الحيوان المنوي المحتوي على زوج الكروموسومات X في أن يظل بمفرده أثناء عمليات الانقسام ولابد من اجتماعه مع كروموسوم آخر سواء كان X أو Y، بعدها يقوم الحيوان المنوي XXY بتخصيب بويضة طبيعية لعمل جنين محتواه XXXY.

### الآلية
وفي الحالة التي تكون فيها البويضة هي السبب الجيني في حدوث متلازمة XXXY يجب أن تحتوي البويضة على ثلاثة كروموسومات X. وقد يحدث هذا بسبب فشل الانقسام أثناء عملية تكوين البويضة. في الانقسام الاختزالي الأول لن تنفصل المجموعتين من الكروموسومات X المتضاعفة. ثم في الانقسام الاختزالي الثاني، ستلتحق مجموعة واحدة من الكروموسوم X بالبويضة التي تحتوي علي زوج الكروموسومات غير المنفصل ليصبح محتواها الجيني ثلاث مجموعات من الكروموسوم X، إذا خصبت تلك البويضة بحيوان منوي طبيعي يحتوي على كروموسوم Y ينتج جنين محتواه الجيني XXXY.

## التشخيص

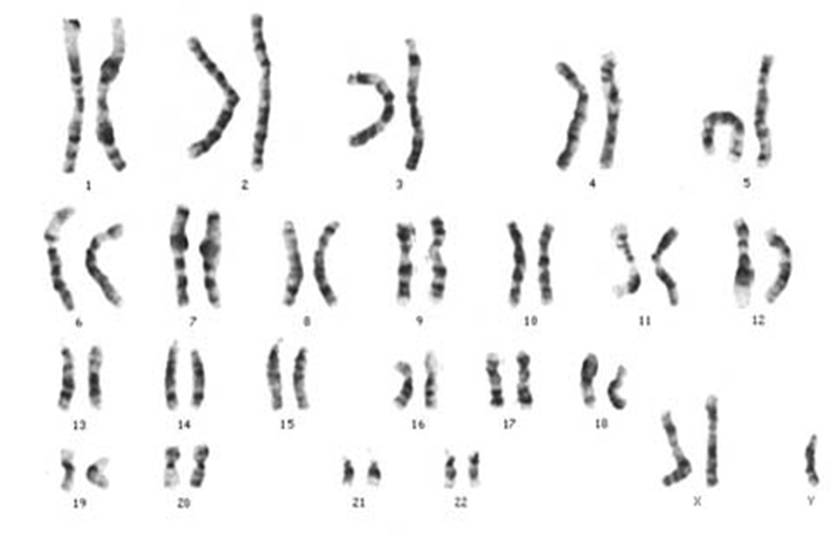
النمط النووري لحالة XXY، 47.الاختلاف الوحيد عن الحالة XXXY، 48 هو وجود كروموسوم إكس ثالث.

عادة ما يتم تشخيص متلازمة XXXY باستخدام تحليل الكروموسومات حيث يمكن رؤية مجموعة كاملة من الكروموسومات للفرد. يدل وجود زوجان إضافيان من الكروموسوم X على وجود متلازمة XXXY.
هناك طريقة أخرى لتشخيص متلازمة XXXY بواسطة مصفوفة دي إن إيه التي تبين وجود كروموسومات X إضافية. تستخدم مصفوفة دي إن إيه الكروموسومات (CMA) للكشف عن أجزاء كروموسومية إضافية أو مفقودة أو كروموسومات كاملة.
يتم تشخيص ذكور متلازمة XXXY في أي وقت من قبل الولادة إلى سن البلوغ حسب مدى شدة الأعراض. يرجع زيادة مدى العمر الذي يمكن أن يتم فيه التشخيص إلى حقيقة أن XXXY هي متلازمة نادرة، ولا ينتج عنها أنماط ظاهرية متطرفة مثل الأمراض الأخري كمتلازمة كلاينفيلتر.
ويمكن إجراء الاختبارات التشخيصية أيضًا عن طريق عينات الدم. فوجود مستويات مرتفعة من الهرمون المنبه للجريب ومستويات منخفضة من هرمون التستوستيرون يمكن أن تكون مؤشرًا على هذه المتلازمة.

## العلامات والأعراض
تشبه أعراض متلازمة XXXY أعراض متلازمة كلاينفيلتر، على الرغم من أن الأعراض عادة ما تكون أكثر شدة في متلازمة XXXY.

### الأعراض التناسلية
ومثل متلازمة كلاينفيلتر، يؤثر وجود كروموسومات X إضافية على الجهاز التناسلي الذكري، ويمكن أن يسبب تشوهات جسدية وأيضًا يؤثر على التطور المعرفي. عند المقارنة بين ذكرين المحتوي الجيني لكل منهما 47 XXY و48 XXXY، نجد أن هناك خطر أكبر للتشوهات الخلقية والمزيد من المشاكل الطبية لأصحاب المحتوي الجيني 48 XXXY.
أولئك الذين يعانون من متلازمة XXXY يمكن أن يكون لديهم خلل في تكون الخصية وقصور في إفرازات الغدد التناسلية. خلل تكون الخصية هي حالة يعاني فيها الذكر من فقدان القدرة علي تكوين الحيوانات المنوية سواء بصورة كلية أو جزئية، بحيث ينتج الفرد مستويات منخفضة للغاية أو لا يوجد حيوانات منوية على الإطلاق، وبالتالي يصبح هذا الفرد مصابًا بالعقم.
قصور الغدد التناسلية الغشائي هو حالة يتم فيها تخفيض وظيفة الخصيتين عند الذكور ويمكن أن يؤدي إلى انخفاض مستويات المنشطات الجنسية المنتجة مثل التستوستيرون.

### الأعراض الجسدية
الذكر في متلازمة XXXY قد يكون لديه قامة متوسطة أو طويلة، والذي يصبح أكثر وضوحًا في مرحلة البلوغ. تشوه الوجه شائع في ذكور متلازمة XXXY ويمكن أن يشمل زيادة المسافة بين العينين وفتح مائل بين الجفون (الشقوق الجفنية). وتشمل العلامات الأخرى الإصبع الخامس أو «الوردي» الذي ينحني للداخل باتجاه الأصبع الرابع، والأظافر القصيرة والقدمين المسطحتين، والمرفقين البارزين مع تقوس الأذرع حيث يقترب الذراع من الجسم. قد تشمل ميزات الجهاز العضلي الهيكلي خلعًا في المرفق والقدرة المحدودة للأقدام على التحرك إلى الداخل أثناء المشي وعند الهبوط. صغر حجم القضيب هو أحد الأعراض الشائعة الأخرى لهذه المتلازمة.
الأفراد المصابون بمتلازمة XXXY أكثر عرضة لأسنان الثور (بالإنجليزية: Taurodontism)‏، الذي غالباً ما يظهر في وقت مبكر من الحياة ويمكن أن يكون مؤشراً مبكراً على وجود المتلازمة. الذين يعانون من هذه المتلازمة هم أيضا عرضة لتشوهات الورك وغيرها من تشوهات المفاصل. تتنوع الأعراض التي قد تحدث بسبب اختلاف أوجه النقص في الأندروجين، وكذلك مع تغير العمر.
قد لا يختلف الأطفال المصابون بمتلازمة XXXY في المظهر الجسدي مع الأطفال غير المصابين ومن المحتمل أن يكون ذلك بسبب عدم اختلاف مستويات الأندروجين بين الأولاد ما قبل سن المراهقة، ولكن يظهر الاختلاف مع تقدم سن البلوغ. قد يعاني من لديهم متلازمة XXXY أيضًا من التوزيع الأنثوي للأنسجة الدهنية، كما قد يكون التثدي موجودًا أيضًا. من المرجح أن تظهر القامة الطويلة في مرحلة المراهقة عندما تبدأ مستويات الأندروجين في الاختلاف بين المصابين بالمتلازمة مع الأفراد العاديين.

### الأعراض المعرفية
يُعتقد أن التأثيرات العصبية تصبح أكثر حدة مع زيادة عدد كروموسومات X الإضافية فالذكور الذين لديهم متلازمة XXXY تظهر عليهم أعراض أكثر حدة من الذكور المصابين بمتلازمة كلاينفيلتر. التأخر في النمو شائع في مرحلة الطفولة. تشمل الأعراض المتوقعة تأخر النطق ونقص التوتر العضلي (متلازمة الطفل المرن). كما يعانون من مشاكل معرفية وسلوكية.
عادةً ما يُظهر المرضى تغيرًا في السلوك التكيفي، وهو قدرة الفرد على إظهار مهارات الحياة الأساسية بما في ذلك: المهارات الاجتماعية والتعايش داخل المجتمع والسلامة والاستخدام الوظيفي للمهارات الأكاديمية والرعاية الذاتية.
الأشخاص الذين يعانون من متلازمة XXXY لديهم درجة أقل بكثير في مجالات مهارات الحياة اليومية والاتصالات مقارنة بالأفراد المصابون بمتلازمة XXY وهذا يعني أنهم عادة ما يظهرون قدرات ضئيلة في مجالات الرعاية الذاتية، والمهارات الاجتماعية، والسلامة، وتطبيق المهارات الأكاديمية، وتحمل المسؤولية.
يعاني الأفراد المصابون بهذه المتلازمة أيضًا من أعراض عاطفية مثل أعراض القلق والسلوكيات القهرية، وعدم النضج السلوكي والنضج العاطفي. عادة ما يكون لدى الأشخاص المصابين بهذه المتلازمة معدل ذكاء في نطاق 40-60، حيث يكون معدل الذكاء المتوسط هو 95-110. كما أنهم يعانون من صعوبات تعلم اللغة التي يمكن أن تؤثر على تواصلهم مع الآخرين.
والتي قد يكون لها تأثير إيجابي على وظائفهم الاجتماعية. هؤلاء الأفراد أيضًا لديهم قابلية عالية لتعرضهم لخصائص التوحد. قد تسهم التغيرات في هرمون التستوستيرون وكذلك نقص الأندروجين في السلوكيات الاجتماعية لهؤلاء الأفراد والتي تضعهم في خطر متزايد لظهور خصائص التوحد.

## العلاج
يوجد علاج متاح للأعراض المختلفة المصاحبة لمتلازمة XXXY. ويُعطى التستوستيرون للأفراد المصابين على شكل جرعات منتظمة، فيقلل من السلوك العدواني لدى هؤلاء المرضى. لكن هذا العلاج يرتبط أيضًا بآثار جانبية سلبية مثل: هشاشة العظام. وقد تبين أن العلاج بالتستوستيرون ليس له أي تأثير إيجابي على الخصوبة.
يجب الأخذ في الاعتبار النمط الظاهري النفسي للأفراد المصابين بمتلازمة XXXY عند علاجهم، لأن هذه السمات تؤثر على الامتثال للمعالجة.
يمكن أيضًا علاج النطق، ويساعد هذا النوع من العلاج على التحدث بلغة أقل تعقيدًا. إذ يكون هناك تأخر شديد في الكلام، لذلك يمكن أن يكون هذا النوع من العلاج مفيدًا جدًا ويمكن أن يساعدهم على التواصل بشكل أفضل مع الآخرين.
بما أن نقص التوتر العضلي أمر شائع في أولئك المصابين بهذه المتلازمة، يمكن أن يكون العلاج الطبيعي مفيدًا أيضًا. مما يساعد على زيادة توتر العضلات وزيادة التوازن والتنسيق.

### كفاءة الحياة
في الحالات البسيطة، قد يتمتع الأفراد الذين يعانون من متلازمة XXXY بحياة جيدة نسبيًا. قد يواجه هؤلاء الأفراد صعوبات في التواصل مع الآخرين بسبب عجزهم اللغوي مما يصعب تكوين روابط مع الآخرين. من المرجح أن يتمتع الأشخاص الذين يحققون نقاط أعلى في الأداء التكيفي بنوعية حياة أعلى لأنهم يمكن أن يكونوا مستقلين.

## قراءة أكثر
- Ferrier, Pierre E. (1 Jan 1974). "The XXXY Klinefelter Syndrome in Childhood". Archives of Pediatrics & Adolescent Medicine (بالإنجليزية). 127 (1). DOI:10.1001/archpedi.1974.02110200106016. ISSN:0002-922X. Archived from the original on 2017-09-10.

## وصلات خارجية
- GeneReviews/NCBI/NIH/UW entry on 46,XX Testicular Disorder of Sex Development
- GeneReviews/NCBI/NIH/UW entry on 46,XY Disorder of Sex Development and 46,XY Complete Gonadal Dysgenesis